# Eclectus
Eclectus este un gen de papagal, care constă din patru specii existente și din una dispărută. Papagalii eclectus existenți sunt papagali de talie medie originari din regiunile Oceaniei, în special Noua Guinee și Australia. Masculii sunt mai ales de culoare verde aprins, iar femelele sunt predominant de culoare roșu aprins. Masculul și femela eclectus au fost considerați cândva specii diferite. Papagalii eclectus se descurcă bine în captivitate și sunt un animal de companie foarte popular în întreaga lume.

## Taxonomie

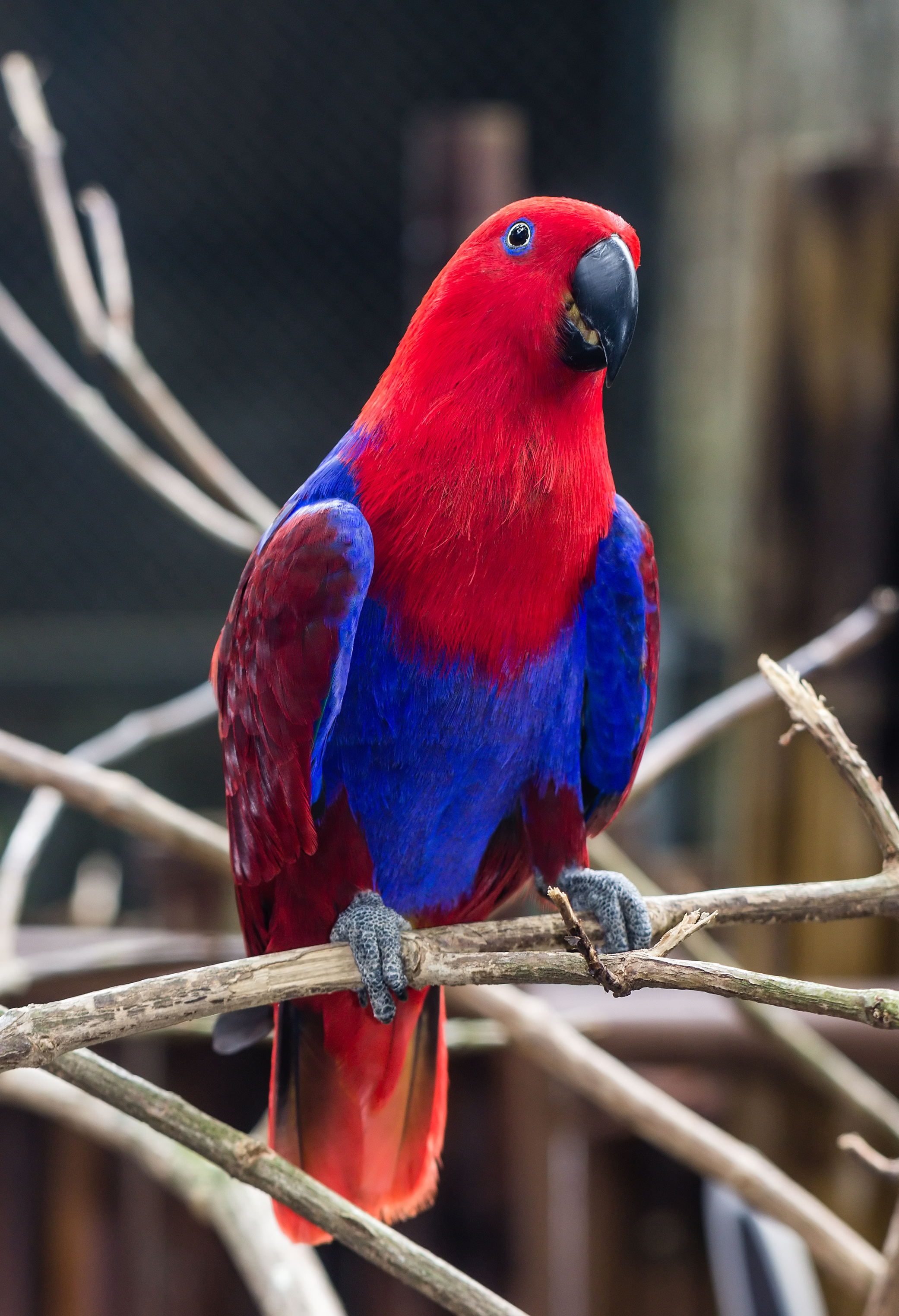
Femelă

Genul a fost denumit de Johann Georg Wagler în 1832. Epitetul derivă din eklektos, termenul antic grecesc pentru „alesul”. Înainte de 2023, toate formele existente erau clasificate ca o singură specie, papagalul eclectus (E. roratus). Papagalul eclectus a fost împărțit în patru specii de către COI în 2023; acest lucru fusese făcut anterior de către IUCN și BirdLife International. Se crede că papagalul eclectus dispărut datează din Pleistocenul târziu până în epoca Holocenului și a fost găsit în Vanuatu, Fiji și în Arhipelagul Tonga. Acesta a dispărut în urmă cu aproximativ 3.000 de ani, ca urmare a așezării omului în aceste zone în acea perioadă.
Există cinci specii recunoscute în prezent în acest gen:
- Eclectus roratus
- Eclectus cornelia
- Eclectus riedeli
- Eclectus polychloros
- †Eclectus infectus

## Comportament

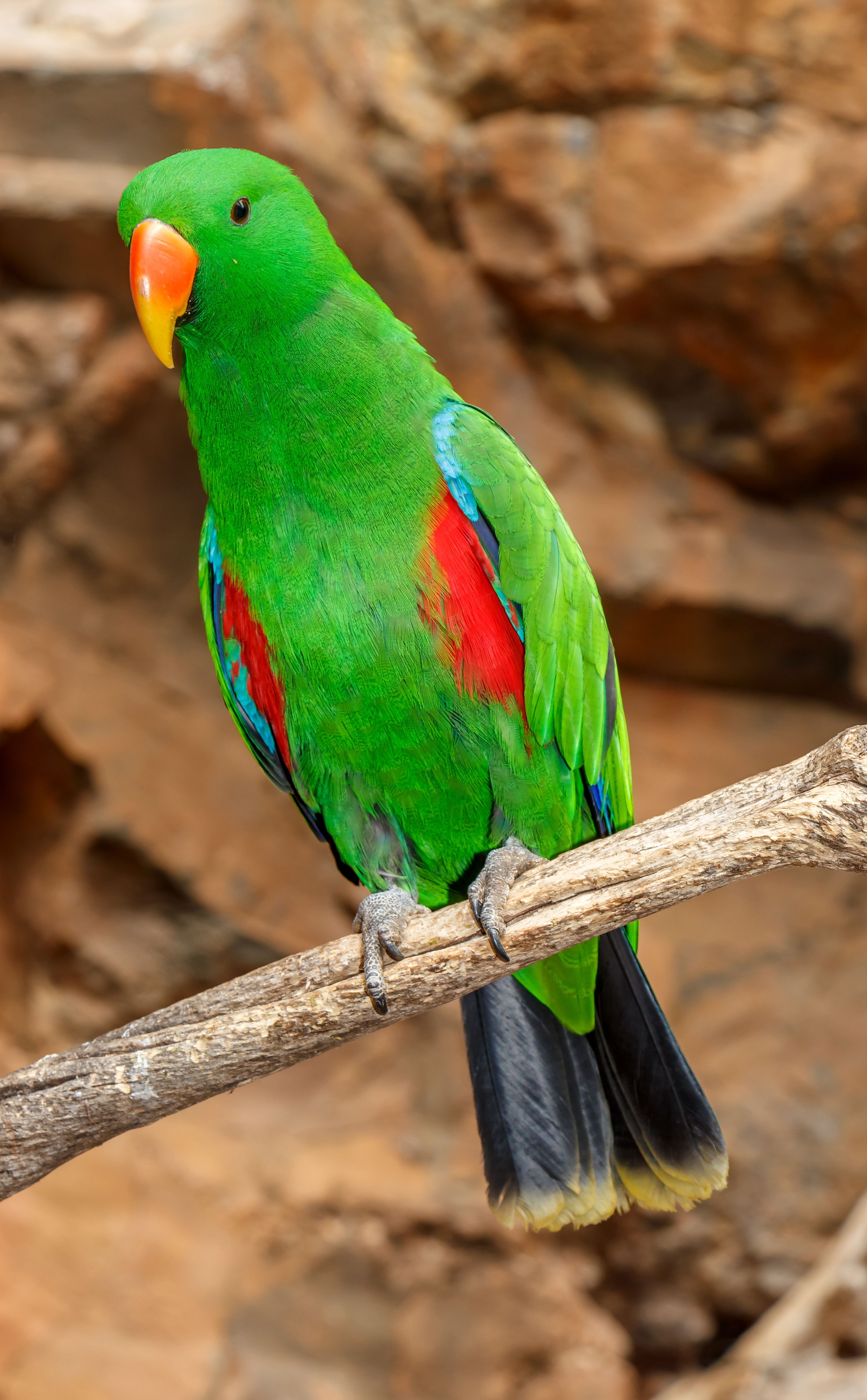
Mascul

### Hrană
În sălbăticie, papagalii eclectus se hrănesc în principal cu diverse fructe și pulpa acestora. Cu toate acestea, se hrănesc și cu semințe, muguri de frunze, flori, nectar, smochine și nuci. Aceștia sunt găsiți frecvent mâncând pulpa fructelor de Salacia chinensis și Leea indica, precum și semințele de Dodonaea lanceolata. Aceste elemente au o valoare nutritivă ridicată pentru păsări.
Acești papagali mănâncă intermitent, pentru a crește capacitatea de stocare a hranei și pentru a procesa mesele cât mai rapid și eficient posibil. Au adaptări speciale ale sistemului digestiv pentru a-i ajuta în acest sens. Esofagul lor este larg și flexibil, pentru a permite trecerea rapidă a alimentelor și digestia rapidă, iar proventriculul (regiunea glandulară dintre gușă și pipotă) este alungit și foarte distensibil, permițându-i să păstreze cantități comparabile de alimente cu gușa. Papagalii eclectus pot produce grăsimea pe care nu o obțin din alimentație în mod endogen în ficat, din zaharurile care se găsesc în pulpa fructelor pe care le consumă.
După ce își asigură un loc bun de cuibărit, femelele, în general, nu părăsesc cuibul decât dacă sunt amenințate, astfel încât masculii sunt principalii responsabili de hrănirea femelei și a puilor ei. S-a observat că masculii parcurg distanțe mari în căutarea hranei, unii pe o rază de 30 km2. De obicei, masculii hrănesc femela dimineața și după-amiaza și, în general, respectă un program strict și regulat de hrănire.